# Presidente Kennedy (Tocantins)
Presidente Kennedy is een gemeente in de Braziliaanse deelstaat Tocantins. De gemeente telt 3.784 inwoners (schatting 2009).